# 't Meisje en de motormuis
t Meisje en de motormuis is een nummer van Rob de Nijs, oorspronkelijk van het live-album Springlevend uit 1982 en op single uitgebracht als B-kant van Malle Babbe (Live). Later werd een studioversie opgenomen, die op het album Rob 100 verscheen. Het lied werd geschreven door Gerard Stellaard en Belinda Meuldijk.
Het nummer gaat over een meisje, Rosie, dat er een nogal losbandig leven op nahoudt. Nadat de mannelijke hoofdpersoon gedumpt is, blijkt zij een spannende afleiding die graag bij hem op de motor springt. 